# Cantone di Herment
Il Cantone di Herment era una divisione amministrativa dell'arrondissement di Clermont-Ferrand.
È stato soppresso a seguito della riforma complessiva dei cantoni del 2014, che è entrata in vigore con le elezioni dipartimentali del 2015.
Comprendeva i comuni di
- Herment
- Prondines
- Saint-Germain-près-Herment
- Sauvagnat
- Tortebesse
- Verneugheol